# SUNRISE (babamaniaの曲)
『SUNRISE』（サンライズ）は、babamaniaの7作目のシングル。2005年2月2日にインペリアルレコードから発売された。

## 概要
- 前作「Doobee Doowop Communication」から3ヶ月後にリリースされた。別れと出会い／切なさと希望をうたう強力なスプリング・シングル。
- リリースにあたりMariがメッセージを公開している[1]。

## サポートミュージシャン
- 黒田元浩（Bass）

## 収録曲
1. SUNRISE [3:10]
作詞・作曲：babamania  編曲：babamania、佐藤洋介
ババらしいノリのいいロック・チューンの中に、Mariが歌うどこか切なさも漂うサビのメロディーが印象的な曲となっている。
2. PHAT TUESDAY [3:23]
作詞・作曲：babamania  編曲：babamania、佐藤洋介
アルバム未収録曲。
3. SUNRISE （INSTRUMENTAL）（INSTRUMENTAL）[3:27]
作詞・作曲：babamania  編曲：babamania、佐藤洋介